# Montville (Maine)
Montville è un comune degli Stati Uniti d'America, situato nello Stato del Maine, nella contea di Waldo.